# Cassida alticola
Cassida alticola es una especie de  coleóptero de la familia Chrysomelidae.
Fue descrita científicamente por primera vez en 1984 por Chen & Zia.